# 摆竹
摆竹（学名：Indosasa shibataeoides）为禾本科大节竹属下的一个种。